# Michael Grant
Michael Grant CBE (* 21. November 1914 in London; † 4. Oktober 2004 ebenda) war ein englischer Altphilologe und Althistoriker.

## Leben und Wirken
Der Sohn eines britischen Offiziers des Burenkriegs studierte ab 1933 Alte Sprachen und Geschichte am Trinity College in Cambridge, wo er 1938 auch seine erste Stelle bekam. Mit Beginn des Zweiten Weltkrieges meldete er sich freiwillig zum Militär, wo er unter anderem gemeinsam mit David Niven eine Offizierslaufbahn einschlug.
Gegen Ende des Kriegs trat er eine Stelle als Dozent an der Universität von Ankara an, kehrte aber bald nach Cambridge zurück. Kurz darauf führte ihn ein Ruf an die Universität von Edinburgh als Professor für Lateinische Philologie. Von Schottland zog es Grant 1956 in den Sudan, wo er für zwei Jahre Vize-Kanzler an der Universität Khartum wurde. Die nächste Station in seiner Karriere führte ihn, ebenfalls in der Funktion eines Vize-Kanzlers, an die Universität von Belfast. Doch auch Irland vermochte ihn nicht lange zu halten. 1966 siedelte Grant mit seiner Familie nach Italien über und arbeitete für die folgenden Jahre als freischaffender Autor. Von 1963 bis 1966 war er zudem Präsident der Virgil Society und von 1978 bis 1979 Präsident der Classical Association.
Obwohl Grant – ein ausgewiesener Numismatiker und klassischer Philologe – vor allem als Althistoriker tätig war, erreichte er ein breites Publikum durch seine populärwissenschaftlichen Sachbücher, die zu auflagenstarken Bestsellern wurden. Sein Ziel dabei war immer, die Antike so vereinfacht darzustellen, dass auch Leser ohne Latein- und Griechischkenntnisse dem Geschehen problemlos folgen könnten. Dabei befasste er sich ebenso mit Überblicksdarstellungen (Die römischen Kaiser) wie Biographien (zum Beispiel von Caesar, Herodes, Kleopatra VII. und Nero) und ebenso mit Themen und Personen aus der römisch-griechischen Antike wie mit dem Heiligen Land, den Etruskern oder dem Frühmittelalter. 
Sein Buch über die Gladiatoren wurde über dreißig Jahre nach der Erstveröffentlichung 1970 aufgrund des Kinofilms Gladiator von Ridley Scott erneut mit großem Erfolg aufgelegt.
Walter Annenberg initiierte, dass Michael Grant für sein Buch Der Untergang des Römischen Reiches Vergleiche zwischen dessen Untergang und Entwicklungstendenzen des 20. Jahrhunderts anstellte. So kam Grant u. a. zu dem Schluss, dass analog der Spaltung zwischen Ostrom und Westrom ein Bruch zwischen Amerika und Westeuropa den Untergang des schwächeren Bündnispartners Westeuropa zur Folge hätte.    
1994 erschien Michael Grants Autobiographie unter dem Titel My first eighty years. Für seine Verdienste um die Wissenschaft und Lehre war er bereits 1946 zum OBE und 1958 zum CBE ernannt worden.

## Kritik
Aus Sicht der meisten Fachwissenschaftler bewegen sich Grants Arbeiten, die vielfach unkritisch die antiken Quellen nacherzählen, allerdings nicht nur aus heutiger Sicht nicht auf dem Stand der Forschung – entscheidende methodische Entwicklungen des Faches seit den 1970er Jahren hat Grant nicht mehr nachvollzogen, so dass der Wert zumal seines wissenschaftlichen Spätwerkes heute oft sehr skeptisch betrachtet wird. Dies gilt noch mehr für seine populärwissenschaftlichen Darstellungen, die sich oft auch in Sachfragen bereits zur Zeit ihrer Entstehung nicht mehr auf dem Forschungsstand befanden.

## Schriften (Auswahl)
Als Autor
- Myths of the Greeks and Romans. Weidenfeld & Nicolson, London 1962.
  - Deutsch: Mythen der Griechen und Römer. Kindler, Zürich 1964.
- The Birth of western civilization: Greece and Rome. Mcgraw-Hill, New York 1964
  - Deutsch: Annemarie Weber (Übers.): Die Welt der Antike. Kulturgeschichte Griechenlands und Roms. Droemer Knaur, München 1964
- Gladiators. Weidenfeld & Nicolson, London 1967
  - Deutsch: Die Gladiatoren. Klett, Stuttgart 1970.
- The Climax of Rome. The Final Achievements of the Ancient World A.D. 161–337. Weidenfeld & Nicolson, London 1968.
  - Deutscher Sprache: Das Römische Reich am Wendepunkt. Die Zeit von Mark Aurel bis Konstantin. Beck, München 1972, ISBN 3-406-02507-2.
- Julius Caesar. Weidenfeld & Nicolson, London 1969, ISBN 0-297-76719-4.
  - Deutsch: Caesar. Genie, Diktator, Gentleman. Hoffmann & Campe, Hamburg 1970.
- Nero. Weidenfeld & Nicolson, London 1970, ISBN 0-297-00101-9.
  - Deutsch: Nero. Despot, Tyrann, Künstler (= Heyne-Bücher. 12, Heyne-Biographien. 53). Heyne, München 1978, ISBN 3-453-55053-6.
- Cities of Vesuvius. Pompeii and Herculaneum. Photographs by Werner Forman. Weidenfeld & Nicolson, London 1971.
  - Deutsch: Pompeji, Herculaneum. Untergang und Auferstehung der Städte am Vesuv. Lübbe, Bergisch Gladbach 1978, ISBN 3-7857-0219-1.
- Herod the Great. Weidenfeld & Nicolson, London 1971, ISBN 0-297-00393-3.
  - Deutsch: Herodes der Grosse (= Bastei Lübbe. Bd. 61067, Biographie.). Lübbe, Bergisch Gladbach 1982, ISBN 3-404-61067-9.
- Cleopatra. Weidenfeld & Nicolson, London 1972, ISBN 0-297-99502-2.
  - Deutsch: Kleopatra. Eine Biographie. Lübbe, Bergisch Gladbach 1977, ISBN 3-7857-0204-3.
- The Jews in the Roman World. Weidenfeld & Nicolson, London 1973, ISBN 0-297-76523-X.
- mit John Hazel: Who’s Who in Classical Mythology. Weidenfeld & Nicolson, London 1973, ISBN 0-297-76600-7.
  - Deutsch: Lexikon der antiken Mythen und Gestalten. List, München 1976, ISBN 3-471-77623-0 (zahlreiche Auflagen).
- The Army of the Caesars. Weidenfeld & Nicolson, London 1974, ISBN 0-297-76711-9.
- The Twelve Caesars. Weidenfeld & Nicolson, London 1975, ISBN 0-297-76922-7.
  - Deutsch: Roms Cäsaren. Von Julius Caesar bis Domitian. Beck, München 1978, ISBN 3-406-04501-4.
- Saint Paul. Weidenfeld & Nicolson, London 1976, ISBN 0-297-77082-9.
  - Deutsch: Paulus. Apostel der Völker. Lübbe, Bergisch Gladbach 1978, ISBN 3-7857-0210-8.
- The Fall of the Roman Empire. A Reappraisal. Annenberg School Press, Radnor PA 1976, ISBN 0-17-149077-0.
  - Deutsch: Der Untergang des Römischen Reiches. Vorwort von Golo Mann. Lübbe, Bergisch Gladbach 1977, ISBN 3-7857-0196-9.
- Jesus. Weidenfeld & Nicolson, London 1977, ISBN 0-297-77134-5.
  - Deutsch: Jesus. Lübbe, Bergisch Gladbach 1979, ISBN 3-88199-342-8.
- History of Rome. Weidenfeld & Nicolson, London 1978, ISBN 0-297-77461-1.
  - Deutsch: Die Geschichte Roms. Von den Etruskern bis zum Untergang des Römischen Reiches. Lübbe, Bergisch Gladbach 1986, ISBN 3-7857-0429-1.
- The Etruscans. Weidenfeld & Nicolson, London 1980, ISBN 0-297-77748-3.
  - Deutsch: Rätselhafte Etrusker. Porträt einer versunkenen Kultur. Lübbe, Bergisch Gladbach 1981, ISBN 3-7857-0299-X.
- Dawn of the Middle Ages. Weidenfeld & Nicolson, London 1981, ISBN 0-297-78026-3.
  - Deutsch: Morgen des Mittelalters. Völker und Reiche in der spätantiken Welt. Lübbe, Bergisch Gladbach 1982, ISBN 3-7857-0318-X.
- From Alexander to Cleopatra. The Hellenistic World. Weidenfeld & Nicolson, London 1982, ISBN 0-297-78141-3.
  - Deutsch: Von Alexander bis Kleopatra. Die hellenistische Welt. Lübbe, Bergisch Gladbach 1984, ISBN 3-7857-0365-1.
- The History of Ancient Israel. Weidenfeld & Nicolson, London 1984, ISBN 0-297-78366-1.
  - Deutsch: Das Heilige Land. Geschichte des Alten Israel. Lübbe, Bergisch Gladbach 1985, ISBN 3-7857-0393-7.
- The Roman Emperors. A Biographical Guide to the Rulers of Imperial Rome 31 BC–AD 476. Weidenfeld & Nicolson, London 1985, ISBN 0-297-78555-9.
  - Deutsch: Die römischen Kaiser. Von Augustus bis zum Ende des Imperiums. Eine Chronik. Lübbe, Bergisch Gladbach 1989, ISBN 3-7857-0553-0.
- A Social History of Greece and Rome. Charles Scribner’s Sons, New York 1992, ISBN 978-0-684-19309-0.
- The Emperor Constantine. Weidenfeld & Nicolson, London 1993, ISBN 0-297-82138-5.
  - US-amerikanisch: Constantine the Great. The Man and His Times. 1. Auflage. Scribner u. a., New York NY 1994, ISBN 0-684-19520-8.
- My First Eighty Years. A. Ellis, Henley-on-Thames 1994, ISBN 0-85628-257-X (Autobiografie).
- Saint Peter. Weidenfeld & Nicolson, London 1994, ISBN 0-297-81442-7.
- The Antonines. The Roman Empire in Transition. Routledge, London u. a. 1994, ISBN 0-415-10754-7.
- The Severans. The changed Roman Empire. Routledge, London u. a. 1996, ISBN 0-415-12772-6.
- The Collapse and Recovery of the Roman Empire. Routledge, London u. a. 1999, ISBN 0-415-17323-X.

Als Übersetzer
- Tacitus: The Annals of Imperial Rome (= The Penguin Classics. L 60, ZDB-ID 418223-6). New Translation with an Introduction. Penguin Books Harmondsworth 1956.